# Зелені гори
Зелені гори (англ. Green Mountains) — гірське пасмо у штаті Вермонт (США). Є частиною Аппалачів.
Протяжність — до 400 км. Основні піки і вершини:
- Менсфілд — 1339 м, найвища точка штату і хребта
- Кіллінгтон — 1292 м
- Еллен — 1244 м

На честь Зелених гір Вермонт (назва якого означає французькою «Зелена Гора») носить офіційне прізвисько «Штат зелених гір».
Складені кристалічними породами, схили вкриті хвойними лісами.